# Bataille de Kunduz (2015)
Pour les articles homonymes, voir bataille de Kunduz.
Guerre d'Afghanistan
La bataille de Kunduz a lieu pendant la guerre d'Afghanistan. Le 28 septembre 2015, les talibans s'emparent de Kunduz. Les forces afghanes, soutenues par l'aviation et des forces spéciales de l'OTAN contre-attaquent dès le lendemain et les insurgés finissent par se retirer le 13 octobre. 

## Déroulement
Le 28 septembre 2015, les taliban attaquent la ville de Kunduz, peuplée de 300 000 habitants et capitale de la province de Kunduz dont plusieurs districts étaient déjà aux mains des insurgés. C'est la première fois depuis la chute de l'émirat islamique d'Afghanistan en 2001 que les talibans parviennent à prendre pied dans une ville de cette importance. En avril et juin, des incursions avaient été tentées et repoussées par les troupes gouvernementales.
5 000  à   7 000 soldats afghans sont présents dans la province de Kunduz, les assaillants sont quant à eux au  nombre de 400 à 2 000 selon les estimations. Les combats commencent à l'aube et à la mi-journée, les rebelles prennent le contrôle de la moitié de la ville et hissent leur drapeau blanc sur la place principale. Les habitants restent terrés chez eux. Les insurgés s'emparent également de l'hôpital municipal et de la prison où ils libèrent des centaines de prisonniers, dont 110 taliban selon Rahmatullah Nabil (en),,.
En fin de journée, la ville tombe entièrement aux mains des taliban. Les forces afghanes ne contrôlent plus que l'aéroport.
Le 29 septembre, l'armée afghane lance une contre-offensive dans le but de reprendre la ville de Kunduz. Durant les premiers instants du combats, les forces gouvernementales reprennent la prison de la ville ainsi que le siège de la police de la province. De plus, l'armée américaine procède pour la première fois à une frappe aérienne. Selon l'OTAN, cette frappe visait à « éliminer une menace » non identifiée. Le 30 septembre, les combats continuent et des soldats des forces spéciales américaines — peut-être une centaine d'hommes — sont engagés aux côtés des forces afghanes, ainsi que des membres des forces spéciales britanniques et allemandes.
Le matin du 1er octobre, Sediq Sediqqi porte-parole du ministère afghan de l'Intérieur, affirme que la ville a été reprise, ce que les taliban démentent,. L'armée afghane reprend le centre-ville mais les combats se poursuivent dans certains quartiers.
La nuit du 2 au 3 octobre, l'hôpital de Médecins sans frontières est bombardé par l'aviation américaine. Cette frappe fait 42 morts selon MSF, dont quatorze employés de l'ONG, 24 patients, dont au moins trois enfants, et quatre accompagnateurs de patients. Au moins 37 personnes blessées, dont 19 employés. 105 patients et 80 membres du personnel étaient alors présent dans le bâtiment,,,,. Le gouvernement américain reconnaît en novembre que le raid a été causé « avant tout par l'erreur humaine », mais pour MSF il y a eu « des violations du droit de la guerre ».
Le 13 octobre, les taliban annoncent leur retrait de la ville de Kunduz, en disant vouloir épargner la population civile des bombardements américains,.

## Les pertes

Topographie.

Le 1er octobre 2015, le ministère afghan de la Défense, affirme que 150 talibans ont été tués et 90 autres blessés dans les combats du 30 septembre et du 1er octobre. Le 30 septembre, le ministère de la Santé évoque de son côté au moins trente morts, en majorité des civils, tandis que les hôpitaux de Kunduz affirment avoir eu à soigner 340 blessés.
Selon un rapport de l'ONU publié le 12 décembre 2015, 289 civils ont été tués et 559 blessés dans la province de Kunduz entre le 28 septembre et le 13 octobre. Le rapport précise que « la vaste majorité de ces victimes ont été touchées lors de combats au sol qu'on ne peut attribuer à une seule partie ».